# Nożyczki chirurgiczne

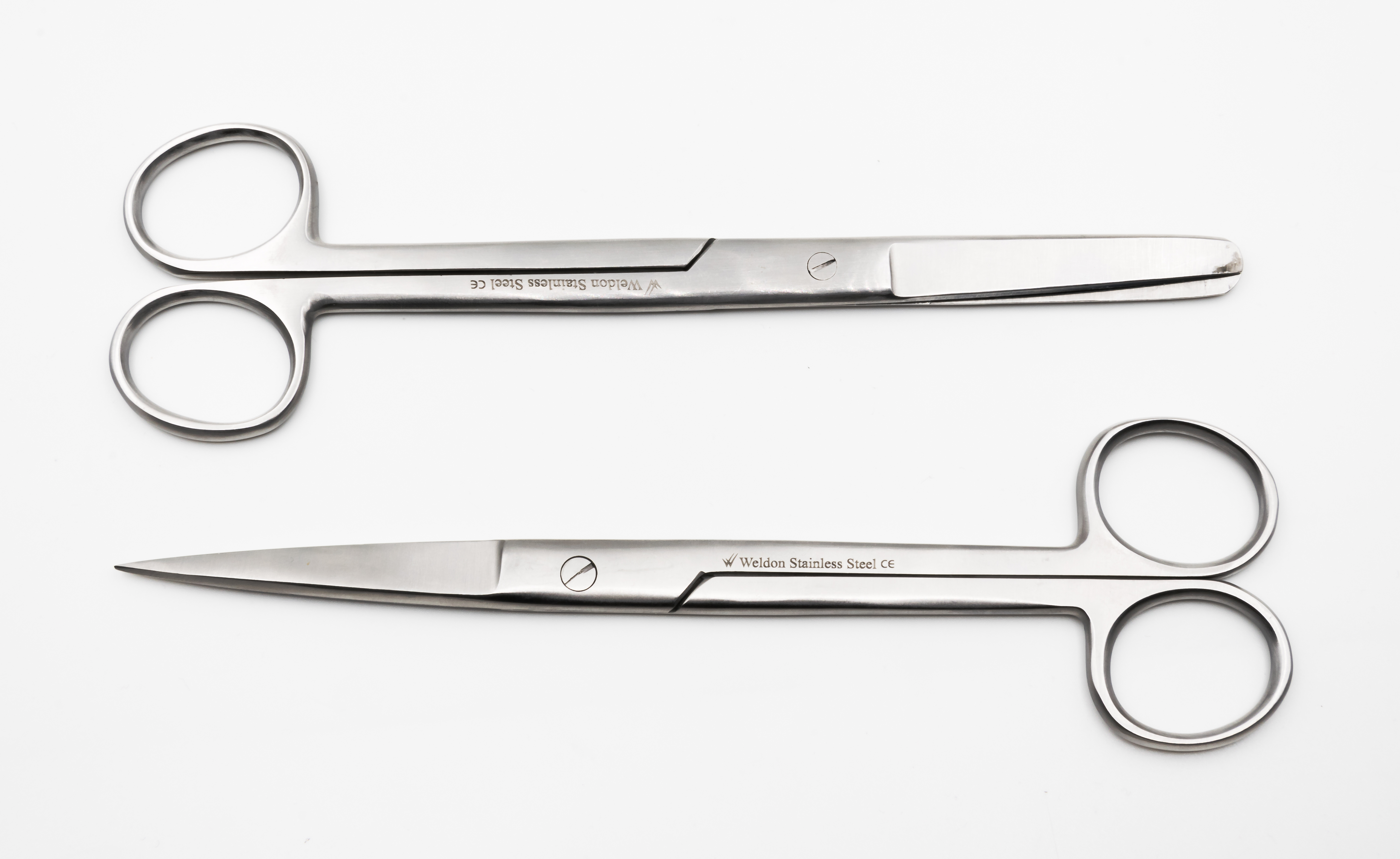
Nożyczki chirurgiczne z tępymi oraz ostrymi czubkami

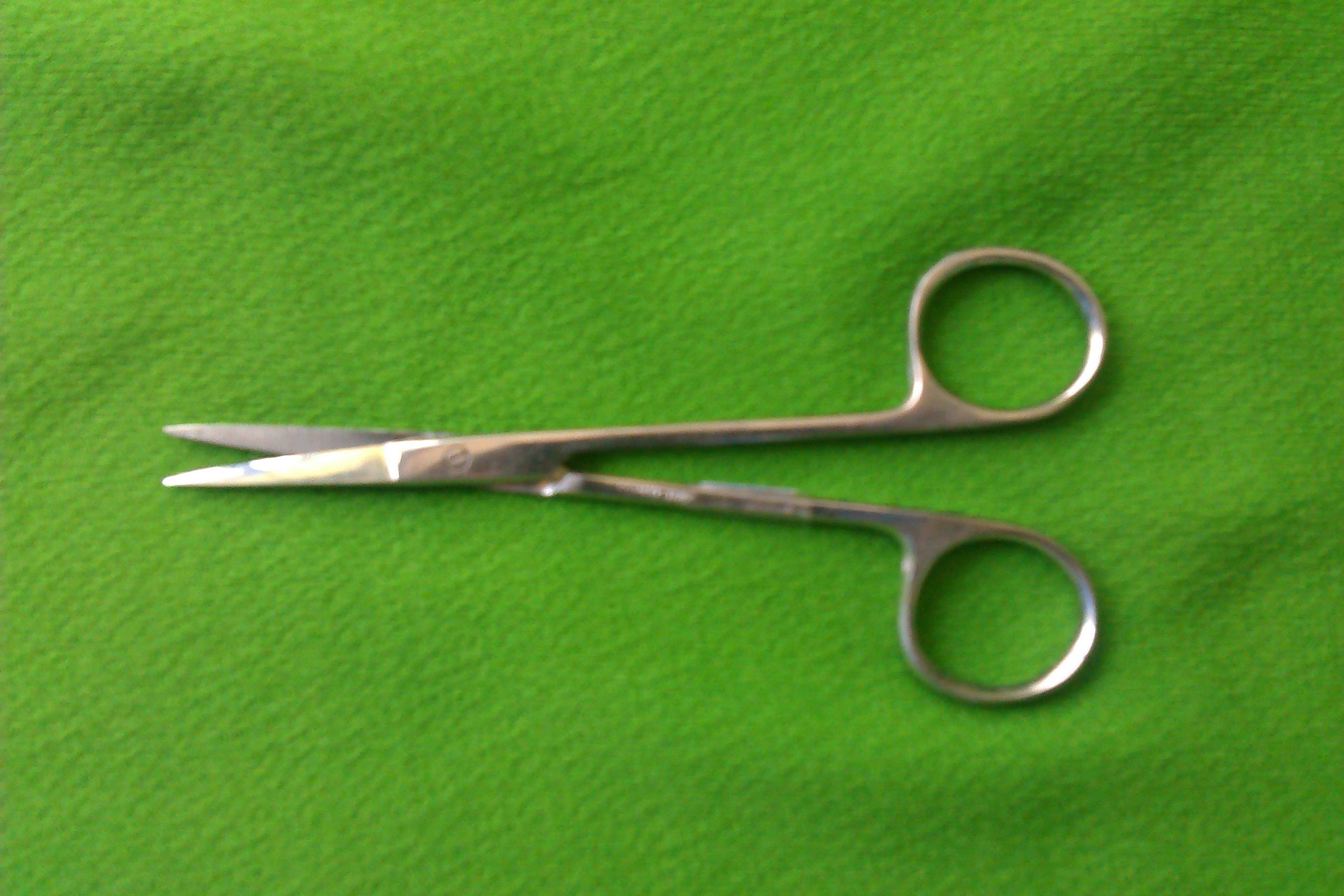
Nożyczki Metzenbauma

Nożyczki chirurgiczne – narzędzie chirurgiczne służące do cięcia oraz preparowania tkanek miękkich lub usuwania materiału szewnego, czyli nici chirurgicznych. Nożyczki te mogą być różnej wielkości, proste lub odgięte, z tępymi lub ostrymi czubkami. Najczęściej używane są nożyczki Mayo, skonstruowane przez chirurgów z Mayo Clinic, i  nożyczki Metzenbauma.

## Opis
- Nożyczki Mayo mogą być wykonane ze stali nierdzewnej lub tytanu, przy czym te ze stali nierdzewnej są znacznie tańsze. Są dostępne w standardowych lub długich wymiarach i zazwyczaj mierzą od 150 do 230 mm długości. Mają półtępe (zaokrąglone) końce, co odróżnia je od większości innych nożyczek chirurgicznych. Nożyczki Mayo produkuje się z zaokrąglonymi lub prostymi ostrzami. Te o prostym ostrzu są przeznaczone do cięcia tkanek ciała w pobliżu powierzchni rany. Ponieważ nożyczki Mayo o prostym ostrzu są również używane do cięcia szwów, bywają nazywane „nożyczkami do szwów”[1]. Nożyczki Mayo o zakrzywionych ostrzach umożliwiają głębszą penetrację rany niż te z prostymi ostrzami. Zakrzywione nożyczki Mayo służą do cięcia grubych, twardych tkanek, jak te w macicy, mięśniach klatki piersiowej i kończynach[2].

- Nożyczki Metzenbauma, zaprojektowane przez amerykańskiego chirurga Myrona Firtha Metzenbauma (1.04.1876 – 25.01.1944), to nożyczki chirurgiczne przeznaczone do cięcia delikatnej tkanki i preparowania na tępo. Nożyczki te są dostępne w różnych długościach i mają stosunkowo duży stosunek długości trzonka (ramion) do ostrza. Są wykonywane ze stali nierdzewnej i mogą mieć płytki skrawające z węgliku wolframu. Ostrza mogą być zakrzywione lub proste, a końcówki są zwykle tępe. To najczęściej używany rodzaj nożyczek w operacjach narządowych[3].